# Episodi di Revenge (seconda stagione)
La seconda stagione della serie televisiva Revenge, composta da 22 episodi, è stata trasmessa dal 30 settembre 2012 al 12 maggio 2013 sul canale statunitense ABC.
In Italia la stagione è andata in onda in prima visione satellitare 14 gennaio al 17 giugno 2013 su Fox Life, canale a pagamento della piattaforma Sky. È stata trasmessa in chiaro dal 30 settembre 2013 al 24 febbraio 2014 su Deejay TV.
| nº | Titolo originale  | Titolo italiano   | Prima TV USA      | Prima TV Italia  |
| -- | ----------------- | ----------------- | ----------------- | ---------------- |
| 1  | Destiny           | Destino           | 30 settembre 2012 | 14 gennaio 2013  |
| 2  | Resurrection      | Resurrezione      | 7 ottobre 2012    | 21 gennaio 2013  |
| 3  | Confidence        | Confidenze        | 14 ottobre 2012   | 28 gennaio 2013  |
| 4  | Intuition         | Intuizione        | 21 ottobre 2012   | 4 febbraio 2013  |
| 5  | Forgiveness       | Perdono           | 28 ottobre 2012   | 11 febbraio 2013 |
| 6  | Illusion          | Illusione         | 4 novembre 2012   | 18 febbraio 2013 |
| 7  | Penance           | Penitenza         | 11 novembre 2012  | 25 febbraio 2013 |
| 8  | Lineage           | Eredità           | 25 novembre 2012  | 4 marzo 2013     |
| 9  | Revelations       | Rivelazioni       | 2 dicembre 2012   | 11 marzo 2013    |
| 10 | Power             | Potere            | 6 gennaio 2013    | 18 marzo 2013    |
| 11 | Sabotage          | Sabotaggio        | 13 gennaio 2013   | 25 marzo 2013    |
| 12 | Collusion         | Collusione        | 20 gennaio 2013   | 8 aprile 2013    |
| 13 | Union             | Unione            | 10 febbraio 2013  | 15 aprile 2013   |
| 14 | Sacrifice         | Sacrificio        | 17 febbraio 2013  | 22 aprile 2013   |
| 15 | Retribution       | Un doloroso addio | 10 marzo 2013     | 29 aprile 2013   |
| 16 | Illumination      | Illuminazione     | 17 marzo 2013     | 6 maggio 2013    |
| 17 | Victory           | Vittoria          | 24 marzo 2013     | 13 maggio 2013   |
| 18 | Masquerade        | Ballo in maschera | 31 marzo 2013     | 20 maggio 2013   |
| 19 | Identity          | Identità          | 28 aprile 2013    | 27 maggio 2013   |
| 20 | Engagement        | Fidanzamento      | 5 maggio 2013     | 3 giugno 2013    |
| 21 | Truth, Part 1 e 2 | L'oscurità        | 12 maggio 2013    | 10 giugno 2013   |
| 22 | Truth, Part 1 e 2 | La verità         | 12 maggio 2013    | 17 giugno 2013   |

## Destino
- Titolo originale: Destiny
- Diretto da: Kenneth Fink
- Scritto da: Mike Kelley & Mark B. Perry

### Trama
Dei sommozzatori stanno facendo un giro in acqua quando, tra i fondali, ritrovano i resti di una barca, alcuni utensili e vari oggetti. Pronti a dare l'allarme uno dei due rimane sconvolto quando, tra i rottami, appare un braccio. Allontanandosi, scopre il nome della barca: è "Amanda", la barca di Jack.
3 MESI PRIMA: la vera Amanda Clarke è legata ad un albero in mare mentre le onde la colpiscono. Incapace di liberarsi, lascia che i ricordi la sopraffacciano e, tra questi, uno di lei e sua madre si fa sempre più vivo quando però, Aiden si tuffa e la salva. Infuriata con il ragazzo, Amanda si rivolge a Takeda per informarlo che la sua vendetta non è finita e che presto chi l'ha tenuta lontana da sua madre la pagherà.
Pronta a preparare la sua vendetta, Amanda torna in città dove tornerà ad essere Emily Thorne. Qui, scopre che Nolan ha venduto la sua casa. Il ragazzo, sempre pronto ad aiutarla, si stabilisce a casa di Emily negli Hamptons dove la ragazza è decisa a riavvicinarsi ai Grayson. Emily decide così di andare a trovare Charlotte, ancora rinchiusa che, però, è riuscita a farsi accordare un permesso per prendere parte alla commemorazione della madre. Anche Emily decide di partecipare e qui, scopre che Daniel e Ashley si sono fidanzati mentre Conrad, dall'alto della sua meschinità, sta cercando in tutti i modi di appropriarsi dei fondi lasciati ai figli da Victoria. La commemorazione ha luogo e Charlotte decide di onorare la memoria della madre. Tutto procede per il meglio quando però, il suo tutor, informa la ragazza che le sue analisi tossicologiche sono risultate positive e che, quindi, deve tornare al centro. Sconvolta dalla notizia, Charlotte prova a ribellarsi ma, dopo aver sussurrato qualcosa ad Emily, si lascia trasportare al centro riabilitativo.
Dopo il ritorno di Amanda, e del suo pancione, Jack è sconvolto visti i sentimenti che nutre per Emily e tenta di starle il più lontano possibile. Il ritorno di Emily, che lo informa che sarà la madrina del figlio, lo sconvolge ancora di più tanto da prendere alla lettera le parole dell'amica e chiedere ad Amanda di fare un test di paternità.
Emily, dopo il party in onore di Victoria, si reca in una casa sperduta dove con sorpresa, trova proprio Victoria, così come le aveva detto Charlotte. Sconvolta di trovarsi di fronte Emily, Victoria le racconta di come il governo la stia proteggendo per incastrare Conrad il quale, a sua volta, ha fatto in modo che il tutor di Charlotte falsificasse le analisi della figlia. Con l'aiuto di Nolan, Emily riesce a mettere una telecamera in casa di Victoria grazie alla quale scopre che l'uomo dai capelli bianchi arriverà presto ad ucciderla, per commissione di Victoria.
- Guest star: Cary-Hiroyuki Tagawa (Satoshi Takeda), Barry Sloane (Aiden Mathis), James Morrison (Uomo dai capelli bianchi), Todd Grinnell (Dr. Thomas), Margarita Levieva (Amanda Clarke), Jennifer Jason Leigh (Kara Wallace Clarke).
- Ascolti USA: telespettatori 9.740.000 – share 8%[1]

## Resurrezione
- Titolo originale: Resurrection
- Diretto da: David Grossman
- Scritto da: Sallie Patrick

### Trama
Guardando le registrazioni della telecamera che ha piazzato nel luogo in cui Victoria si nasconde, Emily e Nolan scoprono che Victoria è d'accordo con l'uomo dai capelli bianchi, ma ora ha deciso di incastrarlo e fare un compromesso con Conrad. Emily fa venire un dubbio a Jack, insinuando che il bambino di Amanda potrebbe non essere suo. Così Jack le chiede di fare il test di paternità, che risulta positivo, anche se Emily mente ad Amanda dicendole di averlo falsificato. Gordon sa che Emily aveva messo delle telecamere a casa di Victoria e le chiede le registrazioni per scagionarsi, ma quando cerca di ucciderla arriva Aiden che gli spara, uccidendolo.
- Guest star: Barry Sloane (Aiden Mathis), James Morrison (Uomo dai capelli bianchi), Dilshad Vadsaria (Padma Lahari), Todd Grinnell (Dr. Jeffrey Thomas), Margarita Levieva (Amanda Clarke), Jennifer Jason Leigh (Kara Wallace Clarke).
- Ascolti USA: telespettatori 8.360.000 – share 6%[2]

## Confidenze
- Titolo originale: Confidence
- Diretto da: J. Miller Tobin
- Scritto da: Gretchen J. Berg & Aaron Harbert

### Trama
Emily ricorda un momento della sua preparazione con Takeda, mentre sta affrontando una sfida contro Aiden: lei si fida di lui, che invece la tradisce. Non riesce quindi più a fidarsi e non vuole che lui la aiuti a sbarazzarsi del corpo di Gordon. Daniel sembra non credere al racconto di Victoria sul rapimento e continua a porle domande per riuscire a tirarle fuori la verità. Victoria ricorda del momento in cui l'aereo stava per decollare e Gordon le telefona per avvertirla della bomba e fare un compromesso per salvare la vita di Charlotte. Declan si mette nei guai perdendo la patente in una casa dove si è intrufolato con un "amico" per rubare e guadagnare dei soldi per pagarsi il college. Le cose tra Amanda e Jack vanno sempre peggio. Con l'aiuto di Nolan, Emily riesce a recuperare delle informazioni dal telefono di Gordon. Aiden va al motel in cui Gordon aveva una camera e lì trova la scatola nera dell'aereo su cui aveva piazzato la bomba. La proprietaria non gli dà alcuna informazione utile. Emily si serve di Amanda per mettere Victoria in difficoltà e ciò causa dei dissapori tra Amanda e Jack. Mentendo a Jack, Amanda si reca a casa dei Grayson, dove si terrà la conferenza stampa per il ritorno di Victoria e consegnare a Charlotte uno dei diari di suo padre. Daniel riceve la prova che sua madre gli ha mentito, ma seguendo il consiglio di Emily decide di fare il suo gioco. Conrad intanto decide che lui e Victoria si risposeranno. Davanti all'evidenza delle bugie di Amanda, Jack decide di non volersi impegnare con lei. Ascoltando un messaggio dalla segreteria di Gordon, Emily capisce che aveva una relazione con sua madre.
- Guest star: Cary-Hiroyuki Tagawa (Satoshi Takeda), Barry Sloane (Aiden Mathis), James Morrison (Uomo dai capelli bianchi), Dilshad Vadsaria (Padma Lahari), JR Bourne (Kenny Ryan), Margarita Levieva (Amanda Clarke), Jennifer Jason Leigh (Kara Wallace Clarke).
- Ascolti USA: telespettatori 8.280.000 – share 6%[3]

## Intuizione
- Titolo originale: Intuition
- Diretto da: Randy Zisk
- Scritto da: Dan Dworkin & Jay Beattie

### Trama
La puntata si apre con una cameriera di casa Grayson che lava del sangue dal pavimento e Victoria che getta nel caminetto un foglio e un assegno insanguinati.
24 ORE PRIMA
Emily affronta Aiden per avere delle informazioni su sua madre, che lui ha visto al motel. Aiden cerca di dissuaderla perché potrebbe essere in pericolo a causa dell'Initiative. A causa del finto rapimento di Victoria, Conrad è costretto ad entrare nuovamente in affari con l'Initiative, nonostante Victoria cerchi di impedirglielo. Conrad parte per qualche giorno, per incontrare l'Initiative e chiede ad Ashley di tenere Daniel sotto controllo e riferirgli ciò che sta architettando. Dopo la lite con Jack, Amanda si trasferisce a casa di Emily che le racconta di sua madre per continuare a farsi aiutare da lei. Amanda accetta l'invito a casa di Victoria per aiutare Emily che nel frattempo chiede a Nolan di entrare nel sistema delle telecamere di sorveglianza dei Grayson per controllare la situazione. Nolan scopre che suo padre è morto e decide di andare a ritirare le sue cose insieme a Padma. Tra i due comincia a nascere qualcosa. Declan vorrebbe restituire gli oggetti rubati, ma il suo amico non intende darglieli. Victoria vorrebbe pagare Amanda per avere il diario di David, ma la ragazza vuole delle informazioni su Kara. Daniel, approfittando dell'assenza del padre, controlla i conti della Grayson. Ashley se ne rende conto e cerca di fargli ammettere di stare tramando contro il padre, ma quando capisce che Conrad ha tramato contro la famiglia per i soldi decide di non fare più il doppio gioco, ma ormai Daniel non si fida più di lei. Aiden si reca nuovamente al motel cercando di convincere Kara che Gordon è un uomo pericoloso e cerca di farsi consegnare qualcosa che possa aiutarlo ad ottenere maggiori informazioni, ma Kara lo aggredisce e fugge. Jack è costretto a pagare le conseguenze del furto di Declan; le cose si mettono sempre peggio perché Kenny è in combutta con l'ispettore dei controlli, ma anche con "l'amico" di Declan. A casa Grayson c'è una festa per il bambino di Amanda che deve a tutti costi farsi firmare un assegno da Victoria per confrontare la firma con quella della lista delle visite a Kara all'ospedale psichiatrico. Amanda continua ad incalzare Victoria per farsi raccontare la verità e Victoria le dice che sia lei che suo padre volevano proteggerla dalla verità: Kara aveva tentato di ucciderla quando era una bambina. Mentre Victoria cerca di strapparle l'assegno dalle mani, Amanda cade al piano di sotto. Portata urgentemente all'ospedale, Amanda chiede di salvare il bambino. Dovendo scegliere tra i due, Emily dice ai medici di salvare il bambino. A causa delle complicazioni, infatti sono costretti a far nascere il bambino anche se l'operazione sarà molto rischiosa per Amanda. Conrad rientra a casa e vedendo la cameriera che ripulisce il sangue si preoccupa che sia successo qualcosa a qualcuno della sua famiglia. Victoria, parlando con Conrad, dichiara di essere stata lei a consegnare Kara a Gordon Murphy. Mentre fugge, Kara apprende dell'incidente di Amanda alla radio e decide di andare all'ospedale. Lì Emily la vede e si ricorda di quando sua madre ha tentato di annegarla. Più tardi, a casa scoppia in un pianto dirotto tra le braccia di Aiden.
- Guest star: Barry Sloane (Aiden Mathis), Wendy Crewson (Helen Crowley), Dilshad Vadsaria (Padma Lahari), JR Bourne (Kenny Ryan), Christina Chang (Karrie Thurgood), Margarita Levieva (Amanda Clarke), Jennifer Jason Leigh (Kara Wallace Clarke).
- Ascolti USA: telespettatori 8.710.000 – share 6%[4]

## Perdono
- Titolo originale: Forgiveness
- Diretto da: Matt Earl Beesley
- Scritto da: Sunil Nayar

### Trama
Kara, la madre di Emily, arriva in casa Grayson e Victoria le chiede di rimanere per un paio di giorni. Amanda si risveglia dal coma e Emily decide di dirle che Jack è davvero il padre biologico del figlio, Carl. Padma fa una mossa audace che provoca conseguenze importanti per il futuro della Nolcorp. Nel frattempo Aiden indaga su richiesta di Emily fra i rapporti tra la Grayson Global e la Nolcorp. Ritorna Mason Treadwell, intento a scoprire la verità su Amanda Clarke.
- Guest star: James Tupper (David Clarke), Barry Sloane (Aiden Mathis), Roger Bart (Leo "Mason" Treadwell), Dilshad Vadsaria (Padma Lahari), JR Bourne (Kenny Ryan), Margarita Levieva (Amanda Clarke), Jennifer Jason Leigh (Kara Wallace Clarke).
- Ascolti USA: telespettatori 8.180.000 – share 6%[5]

## Illusione
- Titolo originale: Illusion
- Diretto da: Bobby Roth
- Scritto da: Michael Foley

### Trama
Mentre Victoria e Conrad si risposano, Mason Treadwell scava più in profondità nel passato di Amanda Clarke ed Emily è costretta a intervenire e indirizzare Mason a scoprire cosa è successo a Gordon Murphy. Lo Stowaway riapre, e ciò porta Jack a fare la proposta di matrimonio ad Amanda. Declan e Charlotte si riavvicinano. Nolan dice a Padma che sa che cosa ha fatto, ovvero dire a Daniel che la Grayson Global potrebbe possedere un interesse considerevole nella sua azienda, e la avverte che entrambi devono stare lontani dalla Grayson Global. A causa di Mason Treadwell, ingannato da Emily, la polizia interrompe il matrimonio di Victoria e Conrad per arrestare Conrad per l'omicidio di Gordon Murphy. Questo porta l'Initiative a proporre un accordo per Conrad, spingendo lui e Victoria a lavorare con loro. Nel frattempo Jack invita Amanda a salire sulla barca dove l'attende una sorpresa. Jack le parla di un ricordo che ha di loro due da piccoli, quando trovarono un coperchio in fondo all'oceano e che loro pensavano fosse un coperchio di un forziere. Jack ricorda che Amanda in quel momento aveva uno sguardo come se di lì a poco il destino stesse per cambiare. Le dice che vorrebbe vedere di nuovo quello sguardo perché il destino per loro sta per cambiare. Mosso dai sensi di colpa per i sentimenti che ancora prova per Emily, si scusa per la sua "assenza" dell'ultimo periodo e le dice che vuole essere da ora in poi una realtà concreta per lei e Carl, il loro bambino. Si inginocchia e le chiede di sposarlo. Lei accetta felicissima. Alla fine Mason Treadwell torna al suo piano originale e comincia a scoprire qualcosa sull'identità di Amanda Clarke e Emily Thorne.
- Guest star: Barry Sloane (Aiden Mathis), Wendy Crewson (Helen Crowley), James Morrison (Gordon Murphy), Roger Bart (Leo "Mason" Treadwell), Dilshad Vadsaria (Padma Lahari), JR Bourne (Kenny Ryan), Margarita Levieva (Amanda Clarke), Jennifer Jason Leigh (Kara Wallace Clarke).
- Ascolti USA: telespettatori 7.940.000 – share 6%[6]

## Penitenza
- Titolo originale: Penance
- Diretto da: Colin Bucksey
- Scritto da: Elle Triedman

### Trama
Mason scava più in profondità, ma fraintende e pensa che Emily e Amanda sono o erano amanti. Amanda accetta di spiegare tutto a Mason, ma quando si trovano faccia a faccia tenta di ucciderlo. Emily arriva e la ferma appena in tempo. Emily rivela la verità su di lei e Amanda e lo convince ad aiutarla ed evitare che sua madre faccia qualche pazzia. Mason dice a Kara la verità sulla Grayson mentre Emily lo prega di fermarsi, dicendo che sua madre non può mentalmente gestire tali informazioni. Lui dice ad Emily che lo sta facendo per penitenza, ma sembra che lo faccia consapevole della reazione che seguirà. Nolan dà prova ad Aiden dell'investimento originale di David Clarke sapendo che la Grayson Global avrebbe poi il diritto di circa il 49% della sua società. Nolan lo ha fatto per aiutare Emily, che lui indica come la sua "unica famiglia". Emily smette di occuparsi di Gordon e deve ora gestire Mason. La polizia si presenta infatti a casa sua quando lui non c'è. Nolan è già stato lì e ha cambiato la lista dei sospetti e sistemato alcune prove. Kara tiene in ostaggio Conrad e Victoria in camera loro. Ha disattivato le telecamere di sicurezza e li benda. Poco prima che lei spari, Aiden la stordisce con uno straccio imbevuto di cloroformio e la trascina fuori di casa. Aiden (fingendosi un agente federale) e Emily danno dei farmaci a Kara, oltre a soldi e una macchina e le dicono di andarsene dagli Hamptons.
- Guest star: Barry Sloane (Aiden Mathis), Roger Bart (Leo "Mason" Treadwell), Wendy Crewson (Helen Crowley), Michael Trucco (Nate Ryan), Dilshad Vadsaria (Padma Lahari), JR Bourne (Kenny Ryan), Margarita Levieva (Amanda Clarke), Jennifer Jason Leigh (Kara Wallace Clarke).
- Ascolti USA: telespettatori 7.730.000 – share 6%[7]

## Eredità
- Titolo originale: Lineage
- Diretto da: Chris Misiano
- Scritto da: Nikki Toscano

### Trama
La maggior parte di questo episodio è un flashback del 2006. La madre di Victoria (Marion) vuole trascorrere il Ringraziamento con lei, Conrad, Daniel e il suo prossimo marito che insiste per incontrarli. Marion dice che questo è l'amore della sua vita e la sua ultima possibilità di avere una relazione. Durante la cena del Ringraziamento, Victoria racconta la sua storia al suo futuro patrigno. Marion infatti cercava sempre di avere relazioni con gli uomini ricchi così si sarebbero presi cura di lei. Marion ha voluto addirittura che la figlia si prendesse la colpa per un omicidio che non aveva commesso. Dopo aver trascorso sei mesi in un ospedale psichiatrico, Victoria torna a casa solo per essere buttata fuori all'età di 15 anni dopo che la madre vide il suo fidanzato entrare furtivamente nella stanza di Victoria durante la notte. Scopriamo che il fidanzato di Marion era un attore che è stato pagato per fare sì che Marion pensasse che stava per sistemarsi per tutta la vita ma in realtà tutto crolla. Ora che Marion è senza soldi o un posto dove andare Victoria la caccia fuori di casa e, finalmente, ha avuto la sua vendetta. Emily incontra Aiden durante una missione per Takeda. Aiden non aveva ancora incontrato Takeda, ma stavano lavorando circa lo stesso uomo. Aiden lo avrebbe ucciso per il rapimento di sua sorella. Emily convince Takeda a prendere Aiden come studente. Daniel afferma di voler essere un poeta. Purtroppo, i suoi genitori non vogliono questo per lui e sabotano quella strada. Nolan aveva una relazione con un suo contabile, Marco. Quest'ultimo scopre che un conto bancario di Nolan è completamente vuoto. Nolan spiega che i 500 milioni sono serviti a pagare la figlia di un suo investitore (Emily). 
- Guest star: Barry Sloane (Aiden Mathis), Cary-Hiroyuki Tagawa (Satoshi Takeda), Adrienne Barbeau (Marion Harper), JR Bourne (Kenny Ryan), Brian Goodman (Carl Porter), E.J. Bonilla (Marco Romero), Jonathan Adams (Matt Duncan), Amanda Brooks (Sheila), Matt Riedy (Ben Greevy), Timothy V. Murphy (Dmitri Bladov), Salvator Xuereb (Sergei).
- Ascolti USA: telespettatori 6.920.000 – share 5%[8]

## Rivelazioni
- Titolo originale: Revelations
- Diretto da: Kenneth Fink
- Scritto da: Ted Sullivan

### Trama
La puntata si apre con Victoria e Conrad uniti ad una partita di tiro a volo con Salvador Grobet, uno dei membri del consiglio della Grayson Global, e discutono sulla votazione di sfiducia che Daniel intende fare per assumere il controllo della società, cercando di portare dalla loro Grobet la cui votazione decreterà anche le decisioni del consiglio. Emily ed Aiden che si trovano anche loro lì, cercano di catturare l'attenzione di Grobet affinché il suo voto vada invece a Daniel. Intanto Jack sta organizzando il battesimo del figlio ed invita anche i fratelli Ryan alla cerimonia. Conrad riceve una telefonata dalla Initiative nella quale scopre che dato che il cambio di guardia nella Grayson Global è imminente, la Initiative è disposta a coinvolgere nel loro piano anche Daniel. Nel frattempo Daniel riesce ad acquisire il 51% della società di Nolan Ross, grazie ad una minaccia in cui intende scoprire il destinatario dei soldi dell'assegno lasciato da David Clarke. Durante la trattativa Nolan rivede il suo amante e braccio destro Marco Romero, che lo ha aiutato a fondare la NolCorp e il quale si era poi licenziato dopo essere venuto a conoscenza del legame dell'azienda con David Clarke. In seguito alla vittoria di Daniel (per quanto riguarda il voto di Salvador), Ashley convince quest'ultimo a non fidarsi più di Aiden, ma Emily che ha un asso nella manica, un video di Ashley e Conrad che amoreggiano, decide di divulgare il video per allontanare Ashley da Daniel. Victoria però che è venuta a conoscenza del video, decide di sfruttare la cosa a sua vantaggio e costringe Ashley una volta rivelatole il video ad andare da Salvador Grobet affinché si conceda a lui, e affinché incida sulla votazione del consiglio a vantaggio di Conrad. Ma Aiden interviene nel piano di Victoria e racconta il tutto a Daniel, il quale si precipita da Grobet e lo trova in compagnia della fidanzata, a questo punto Grobet si trova costretto a fare un accordo con Daniel se non vuole vedere la sua reputazione andare in rovina, mentre la povera Ashley è costretta a lasciare Daniel e la Grayson Global. Emily si dirige anche lei al battesimo del figlio di Amanda e Jack, e quest'ultimo incontra un vecchio amico di suo padre, Matt Duncan, che lo mette in guardia dai fratelli Ryan, ma in seguito sarà pestato dai due e Jack lo ritroverà quasi in fin di vita, a questo punto Matt racconterà della sera in cui uccise il padre dei fratelli Ryan e del gesto del padre di Jack, che lo aiutò a nascondere il misfatto, dicendogli che i fratelli Ryan sono ora in cerca di una vendetta. Daniel riesce ad ottenere la fiducia del consiglio della Grayson Global e diventa il nuovo CEO, inconsapevole del pericolo in cui si è cacciato e degli avvertimenti di Victoria, difatti in una scena vediamo il gruppo della Initiative che spia Daniel da una microcamera nascosta nel suo nuovo ufficio. L'episodio di chiude con la scoperta di Jack della pistola con cui Matt uccise il padre dei fratelli Ryan, e con Emily che riceve una chiamata inaspettata da parte di Victoria, in cui le dice che devono parlare di una questione importante a riguardo di Daniel.
- Guest star: Barry Sloane (Aiden Mathis), Joaquim de Almeida (Salvador Grobet), Wendy Crewson (Helen Crowley), Michael Trucco (Nate Ryan), JR Bourne (Kenny Ryan), Dilshad Vadsaria (Padma Lahari), E.J. Bonilla (Marco Romero), Jonathan Adams (Matt Duncan), Margarita Levieva (Amanda Clarke).
- Ascolti USA: telespettatori 7.650.000 – share 5%[9]

## Potere
- Titolo originale: Power
- Diretto da: Roger Kumble
- Scritto da: Joe Fazzio

### Trama
Affinché Emily sembri single e disponibile di nuovo, Emily e Aiden fingono una rottura in un luogo pubblico in cui Daniel e suo padre stanno pranzando. Daniel si riavvicina così a Emily, proprio come aveva pianificato la ragazza. Declan scopre che i fratelli Ryan trafficano droga. Jack chiama un amico dalla polizia che fa un'incursione nel bar, ma non trovano niente. Si dirigono verso la barca e lì trovano la droga (i fratelli Ryan l'avevano portata sulla barca insieme ad una pistola). Jack si prende la colpa e viene arrestato. La signora dell'Initiative (Helen) incontra Aiden in un garage abbandonato e lei gli rivela che sua sorella Colleen è ancora viva. Helen sostiene che l'unico modo che ha Aiden per salvare Colleen è di giocare secondo le sue regole. 
- Guest star: Barry Sloane (Aiden Mathis), Wendy Crewson (Helen Crowley), Geoff Pierson (Robert Barnes), Michael Trucco (Nate Ryan), JR Bourne (Kenny Ryan), E.J. Bonilla (Marco Romero), Clare Carey (Patricia Barnes), Margarita Levieva (Amanda Clarke).
- Ascolti USA: telespettatori 7.120.000 – share 6%[10]

## Sabotaggio
- Titolo originale: Sabotage
- Diretto da: John Stuart Scott
- Scritto da: Dan Dworkin e Jay Beattie

### Trama
Padma (fidanzata di Nolan), dice a Nolan di voler tornare alla Nolcorp e trascorrere del tempo con lui. Ashley ricatta Conrad e ottiene così il posto di lavoro come consulente di pubbliche relazioni con lui. Dopo aver detto che non aiuterà Jack con i suoi problemi legali, Conrad accetta di farlo, anche per migliorare la sua immagine pubblica, poiché sta pensando di candidarsi ad una carica politica. Padma dice a Nolan che ha sentito l'attuale CFO, Marco, parlare con Daniel su una persona di nome "Carrie Ann". Nolan capisce che quello di cui devono aver parlato era Carrion, un programma per computer. Nolan aveva già sospettato che Marco avesse detto a Daniel su di esso, ma il ragazzo aveva giurato di non averlo fatto. Nolan smaschera Marco con una mail che quest'ultimo mandò a Daniel pochi giorni prima; incredulo, Marco ribatte che non è stato lui a mandarla. Nolan, non credendogli più, lo licenzia. Si scopre che Padma è in contatto con la donna dell'Initiative (Helen). Emily organizza un'asta di vini, a cui partecipa anche Jason Prosser, da sempre rivale della Grayson Global, invitato da Victoria. Emily e Nolan, d'accordo con Aiden, mettono in scena un rapimento di Aiden e di Helen che sa dove si trova la sorella di Aiden. Emily e Nolan indossano delle maschere e fanno in modo che Aiden uccida presumibilmente uno di loro, dando il tempo appena sufficiente per fuggire. Questo servirà a ottenere apparentemente la fiducia della donna per Aiden. Victoria trama la sua prossima mossa per spodestare Daniel come il CEO della Grayson Global; usa Jason Prosser come rivale in affari tentando di scoraggiare Daniel durante l'asta di beneficenza. Quando il piano fallisce, Victoria rivela intenzionalmente a Jason delle informazioni sulla prossima acquisizione della Stonehaven United da parte di Daniel. Jason, salutata Victoria, chiama subito i suoi collaboratori, intenzionato ad ottenere la nuova azienda. A sua insaputa, Victoria ascolta la chiamata, soddisfatta che Jason abbia abboccato.
- Guest star: Barry Sloane (Aiden Mathis), Wendy Crewson (Helen Crowley), Michael Trucco (Nate Ryan), JR Bourne (Kenny Ryan), Dilshad Vadsaria (Padma Lahari), E.J. Bonilla (Marco Romero), Dylan Walsh (Jason Prosser), Margarita Levieva (Amanda Clarke).
- Ascolti USA: telespettatori 6.170.000 – share 4%[11]

## Collusione
- Titolo originale: Collusion
- Diretto da: Matt Shakman
- Scritto da: Sallie Patrick e Sunil Nayar

### Trama
Emily sta realizzando quanto le manchi Aiden dalla loro 'rottura', servita per poter recuperare la sua relazione con Daniel. Victoria vola a Los Angeles per cercare di sabotare l'acquisizione della Stonehaven di Daniel e per portare il suo avversario alla vittoria. Parlando, Padma si riferisce a dei dettagli che non avrebbe potuto conoscere senza aver spiato, e Nolan si rende finalmente conto che Padma non è mossa da buone intenzioni. Dopo aver trovato una conferma ai suoi sospetti, decide di non smascherarla sotto consiglio di Emily. Jack registra di nascosto l'amico di suo padre confessare l'omicidio del padre dei fratelli Ryan. Conrad va dai fratelli Ryan per offrirgli il nastro e un assegno di 50.000 dollari in cambio della loro quota del bar. Daniel chiede ad Emily di accompagnarlo a Los Angeles per aiutarlo nell'acquisizione della Stonehaven United, mentre Victoria vuole che lei lo dissuada. Helen continua a manipolare Aiden dicendogli che sua sorella Coleen è ancora viva e nelle loro mani, mostrandogli un video a riprova di ciò. Helen dice a Aiden di essere convinta del fatto che lui sia coinvolto nel loro rapimento. Per provare la sua alleanza ad Helen, Aiden decide di uccidere Victoria, mentre ad Emily racconta che si trova lì solo per fermare il tentativo di sabotaggio di Victoria per l'acquisizione della Stonehaven. Mentre anche lei cerca di seguire l'obiettivo di Aiden, scopre che in realtà lui sta per uccidere Victoria e corre a fermarlo per fargli capire che la morte di Victoria potrebbe aizzare Daniel contro Helen. Intanto Charlotte rivela in una riunione di famiglia di essere intenzionata a cambiare il suo cognome da Grayson a Clarke. Emily decide di essere sincera con Daniel, confessandogli che fu Victoria inizialmente a chiederle di riavvicinarsi a lui. Daniel riesce a sorprenderla dicendole che per lui era ovvio che sua madre si fosse immischiata di nuovo nella sua vita. Nel frattempo, Nate Ryan convince Conrad ad ascoltare il suo piano per spodestare i proprietari del molo e trasformarlo in un'attività florida, affermando che questi sviluppi avrebbero un effetto positivo sia sull'immagine che sul portafoglio di Conrad. A casa di Emily, Aiden le mostra un video in cui sembra che sua sorella venga assassinata per overdose. Egli si arrabbia molto con Emily, incolpandola della morte della sorella, in quanto non gli ha permesso di uccidere Victoria.
- Guest star: Barry Sloane (Aiden Mathis), Wendy Crewson (Helen Crowley), JR Bourne (Kenny Ryan), Michael Trucco (Nate Ryan), Dilshad Vadsaria (Padma Lahari), Sherri Saum (Donna Carlisle), Jonathan Adams (Matt Duncan), Dylan Walsh (Jason Prosser), Margarita Levieva (Amanda Clarke).
- Ascolti USA: telespettatori 5.750.000 – share 4%[12]

## Unione
- Titolo originale: Union
- Diretto da: Wendey Stanzler
- Scritto da: Michael Foley e Ted Sullivan

### Trama
Nolan scopre che il video della morte della sorella di Aiden risale a 6 anni prima. Aiden ed Emily trovano una prova della morte di sua sorella in un obitorio del New Jersey. Il senso di colpa causa in Aiden sconforto e rabbia, che egli sfoga su Emily. Più tardi si riappacificano e decidono di vendicarsi insieme per l'assassinio di sua sorella. Victoria sente per caso una telefonata in cui Helen da indicazioni a Daniel su un piano d'affari e investimenti, così lei decide di dare a Daniel i documenti che provano che l'Initiative era dietro all'attentato al volo 197, anche se Helen le aveva detto che avrebbero ucciso Daniel se gli avesse raccontato la verità. Helen vede tutto questo tramite la telecamera nascosta nell'ufficio di Daniel. Daniel decide di chiamare Emily per allontanarla da lui, in quanto preoccupato che le possa accadere qualcosa se gli sta accanto. Più tardi, Helen va a far visita a Victoria e la minaccia, ma Victoria la uccide. Amanda convince Jack ad accettare i soldi di Emily, ma quando Jack va da Conrad per ripagargli la quota del bar, egli rifiuta e lo mette al corrente dei piani per sviluppare il molo. Conrad predispone la banca affinché controlli l'assolvibilità del mutuo da parte di Jack per ottenere anche la sua quota del bar. Jack non vuole ancora raccontare tutto ad Amanda, ma lei lo sente mentre ne parla con Declan. Amanda allora ricatta Conrad con un video incriminante sul computer di Emily, affinché lui restituisca la sua quota a Jack. Quando Amanda se ne va, Conrad contatta Nate Ryan per avvisarlo del fatto che c'è “un piccolo ostacolo” nel loro piano di sviluppo per il molo. Nolan affronta Padma e le chiede spiegazioni per il suo doppiogioco. Lui crede che il padre di Padma sia stato rapito dall'Initiative e Padma lo conferma. Jack ed Amanda si sposano e salpano con la barca per un viaggio di qualche giorno. Alla fine dell'episodio c'è Declan che tenta di contattarli dal bar alla radio della barca per fargli una domanda sul bambino, ma sulla barca si vede Nate Ryan sottocoperta che taglia il cavo di ricezione della radio mentre Jack ed Amanda sono di sopra senza sapere che egli è a bordo.
- Guest star: James Tupper (David Clarke), Barry Sloane (Aiden Mathis), Wendy Crewson (Helen Crowley), Michael Trucco (Nate Ryan), Dilshad Vadsaria (Padma Lahari), Margarita Levieva (Amanda Clarke).
- Ascolti USA: telespettatori 5.200.000 – share 3%[13]

## Sacrificio
- Titolo originale: Sacrifice
- Diretto da: Stefan Schwartz
- Scritto da: Mark B. Perry e Joe Fazzio

### Trama
I Grayson organizzano un piano per sbarazzarsi del corpo di Helen, senza che l'Initiative scopra che è stata Victoria ad ucciderla. Siccome il loro piano prevedeva che Helen fosse uscita viva da casa loro, devono piazzare delle prove che facciano sembrare che l'ultimo posto in cui andò Helen prima di scomparire sia la casa di Amanda. Emily scopre che Nate Ryan è a bordo della barca di Jack e che è malintenzionato. Così lei e Nolan decidono di rintracciare la barca. Una volta scoperta la presenza di Nate Ryan sulla barca, Jack ed Amanda cercano un modo per distrarlo e riescono ad intrappolarlo nella cabina con l'intento di prendere il gommone di salvataggio e scappare. Mentre Nate cerca di uscirne sparando alla serratura, colpisce accidentalmente Jack. Così Amanda decide di rimanere a bordo e mandare via il gommone con Jack per salvarlo. Emily e Nolan trovano Jack e Nolan lo porta all'ospedale, mentre Emily corre a salvare Amanda. Entrambe devono lottare con Nate; poi una pallottola vagante crea un buco da cui esce aria infiammabile. Emily se ne accorge, ma Amanda no e resta colpita dall'esplosione. Morirà in seguito nell'oceano. Nel frattempo Padma dice a quelli dell'Initiative che prima di continuare ad aiutarli, vuole una prova che le confermi che suo padre è ancora vivo. In risposta, quelli dell'Initiative le mandano un suo dito, per mostrarle che a loro non si deve disubbidire né fare domande. 
- Guest star: Michael Trucco (Nate Ryan), Burn Gorman (Trask), Dilshad Vadsaria (Padma Lahari), Margarita Levieva (Amanda Clarke).
- Nota: Barry Sloane interprete di Aiden Mathis entra a far parte del cast principale da questa puntata.
- Ascolti USA: telespettatori 5.990.000 – share 4%[14]

## Un doloroso addio
- Titolo originale: Retribution
- Diretto da: Helen Hunt
- Scritto da: Nikki Toscano e Elle Triedman

### Trama
Jack è stato operato d'urgenza. La disperazione di Emily la porta alla determinazione di continuare la vendetta contro i Grayson. Il corpo di Amanda ancora non è stato trovato e ciò desta preoccupazione a Conrad. Trask sospetta dei Grayson per la scomparsa di Helen Crowley. Aiden cerca di rientrare nella Grayson Global convincendo Daniel. Amanda viene trovata e il suo corpo viene identificato da Charlotte. Padma è preoccupata per suo padre e Nolan cerca di rassicurarla. Daniel ricatta Nolan e vuole che distrugga Carrion per la propria incolumità. Emily è infastidita che Victoria usi la morte di Amanda per riavvicinarsi a una vulnerabile Charlotte. Jack si sveglia e quando apprende la notizia della morte di sua moglie promette di continuare ciò che Amanda aveva iniziato, allontanando Emily perché gli ha mentito. Una volta uscito dall'ospedale trova il computer ma non riesce ad accedervi. Conrad fa una dichiarazione sfruttando il lutto di Montauk per farsi eleggere governatore. Nolan completa Carrion e lo affida a Padma sperando faccia la cosa migliore. Aiden recupera il computer e lo restituisce a Emily, ma quest'ultima furiosa lo distrugge per proteggere Jack. Al cimitero Emily incontra suo fratello in affido Eli.
- Guest star: Burn Gorman (Trask), Dilshad Vadsaria (Padma Lahari), Collins Pennie (Eli James).
- Ascolti USA: telespettatori 6.960.000 – share 5%[15]

## Illuminazione
- Titolo originale: Illumination
- Diretto da: Bobby Roth
- Scritto da: Michael Foley e Sallie Patrick

### Trama
Eli James riconosce Emily dal tatuaggio e la donna cerca un modo per mandarlo via anche se è stato invitato da Charlotte per l'inaugurazione di una fondazione in onore di Amanda Clarke. Daniel fa rientrare Aiden nel consiglio con lo scopo di proteggersi dall'Initiative. Jack scopre che è stato Nolan a salvargli la vita ma quest'ultimo dichiara con una prova che è stato Kenny Ryan. Emily viene a sapere che la fondazione è solo una facciata per trasferire i beni dei Grayson nel conto delle donazioni in caso di congelamento delle loro finanze. Lei e Nolan vogliono prosciugare il conto tramite Carrion ma vengono preceduti da Falcon. 
- Guest star: James Tupper (David Clarke), Collins Pennie (Eli James).
- Ascolti USA: telespettatori 6.570.000 – share 5%[16]

## Vittoria
- Titolo originale: Victory
- Diretto da: Colin Bucksey
- Scritto da: Dan Dworkin e Jay Beattie

### Trama
Nolan pensa a Falcon, uno dei più grandi hacker della storia dell'informatica tornato per aiutare i Grayson con il conto della fondazione "Amanda Clarke" e che fu anche la causa chiave per l'arresto di David, mentre Eli è ancora in contatto con la madre affidataria, la signora Heyward. La signora Heyward è colei che accudiva, o anzi maltrattava, i bambini orfani promettendo agli assistenti sociali che si sarebbe presa cura di loro e guadagnandoci. Emily chiama Daniel per parlargli. Eli ha un'idea per salvare la campagna elettorale di Conrad, affidandosi all'aiuto di Meredith Heyward. Padma dice a Nolan che suo padre è ancora vivo. Infatti gli fa vedere un video dove c'è il padre che dà a Padma le indicazioni del luogo dove si trova e la implora di portare con sé il programma CARRION. Emily chiede ad Eli perché lui abbia intenzione di ricontattare Meredith e lui le spiega che lei ha qualcosa di importante che Emily non conobbe mai: delle lettere inviate da David alla figlia, dandogliene una. Quando Eli le dice che vuole recuperare tutte le altre lettere rimaste, Emily si dice disposta ad aiutarlo, ma a modo suo. Aiden aiuta Nolan a ritrovare il padre di Padma, ma il suo piano comporterà l'uccisione dei terroristi che tengono il padre di Padma e la scomparsa definitiva di questi ultimi due. Nolan è affranto, ma questo è l'unico modo per salvare Padma. Jack si mette alla ricerca di Kenny, ma invano. Eli ed Emily tornano da Meredith, ma sembra non sia disposta a dar loro le lettere di David. Declan ruba il telefono a Tray, un compagno di scuola, per trovare i messaggi di Kenny e inizia a messaggiare con lui. Dato che Charlotte ha allestito nello Stowaway la conferenza stampa, Ashley e Conrad chiedono a Jack di aiutarli per guadagnare i voti dei cittadini. Daniel confida ad Emily nel loro pranzo che Aiden è il suo capro espiatorio e che verrà preso lui stesso di mira dalla American Initiative, dato che è ora un membro del consiglio. Padma e i terroristi si incontrano nel luogo prestabilito per la consegna del signor Lahari e di CARRION, mentre Nolan e Aiden si preparano ad uccidere i terroristi. Il piano, però, non va come stabilito, perché i terroristi non hanno il padre di Padma e rapiscono quest'ultima. L'Initiative porta Padma da suo padre, ma prima che si possano riabbracciare, Trusk le chiede un'ultima cosa. Jack e Kenneth si rincontrano e Jack non si fida di Kenny, che è disposto ad aiutare Jack dicendogli che il fratello Nate aveva le registrazioni dei colloqui con i Grayson, casomai lo tradissero. Nella conferenza stampa, Eli rivela alla stampa tutte le brutte intenzioni di Meredith, raccontando come maltrattava i bambini a lei affidati e a sostenerlo ci sono i vecchi ragazzi che stavano con lui nella casa famiglia di Meredith e lei, come risposta, dice a tutti che è stato in realtà Eli ad appiccare l'incendio nella sua casa famiglia ed è per colpa sua se Amanda/Emily passò tutti quegli anni in riformatorio. Dopo questo, Victoria gli dice che non è più il benvenuto nella fondazione e in casa sua. Quando Aiden e Nolan giungono nel posto dove il localizzatore li ha portati, trovano solo il GPS, rendendosi conto che sapevano già del localizzatore e che ora l'Initiative ha in mano uno dei programmi più pericolosi mai creati e che la vita di due persone è estremamente in pericolo. Dalle registrazioni di Nate, Jack scopre che è stato Conrad a comandare l'uccisione di Amanda e Jack, scegliendo bene le parole. Meredith è rovinata e Eli la rinchiude in una stanza segreta nella casa famiglia per recuperare le lettere, invano perché Meredith vendette quelle lettere a una persona. Prima di andare via per sempre, Eli saluta per l'ultima volta Emily dandole una confessione scritta. Per vendicarsi, Jack accetta l'offerta di Conrad. Nolan scopre, invece, che Falcon lavora per l'Initiative e che controlla tutte le transazioni dell'Initiative e dei Grayson. Daniel riceve per posta due proiettili e una foto che lo ritrae nel suo pranzo con Emily. Quella busta l'ha inviata Victoria. Emily torna da Mason Treadwell, proprio colui che comprò le lettere di David a Meredith e gli chiede di darle quelle lettere. Mason le dice che quelle lettere sono andate in fumo come la sua casa, ma in quelle c'era una rivelazione molto interessante: Victoria, quando aveva 16 anni, diede in affido il figlio che aveva partorito!
- Guest star: Roger Bart (Mason Treadwell), Burn Gorman (Trask), JR Bourne (Kenny Ryan), Dilshad Vadsaria (Padma Lahari), Collins Pennie (Eli James), Dendrie Taylor (Meredith Hayward), Emily Alyn Lind (Amanda bambina).
- Ascolti USA: telespettatori 6.310.000 – share 4%[17]

## Ballo in maschera
- Titolo originale: Masquerade
- Diretto da: Allison Liddi-Brown
- Scritto da: Sunil Nayar e JaSheika James

### Trama
La famiglia Grayson organizza un ballo in maschera per Halloween. Nolan paga un detective per cercare Padma. Emily manda una lettera a Victoria così che lei pensi che il mittente sia il figlio che diede in affido, frutto di uno stupro da parte del compagno della madre. Anche Jack sarà presente nel ballo. Ashley opta per l'inganno pur di far guadagnare a Conrad la vittoria nelle elezioni del governatore, dandogli un microfono che dovrà mettere nell'orecchio perché la conferenza sia personalizzata da Jack. Trusk si presenta alla Grayson Global grazie a uno stratagemma di Aiden. Victoria non invita Emily alla festa, ma Daniel ha un'idea per far partecipare anche Emily al ballo. Trusk decide di separarsi dalla Grayson Global. Aiden minaccia Trusk con una pistola perché lo porti da Padma. Conrad scopre un altro scheletro nell'armadio di Victoria, il suo secondo figlio, ma Victoria sa già che è impossibile che sia il suo secondo figlio il mittente di quelle lettere, perché ella abortì. Trusk porta Aiden dritto dritto da Padma, apparentemente morta. Alla fine, Aiden uccide Trusk strangolandolo. Il ballo in maschera ha finalmente inizio e Victoria inizia a cercare il mittente delle lettere. Al ballo ci sono anche Jack e suo fratello. Un'amica di Victoria le fa vedere l'articolo che hanno scritto su un ipotetico ritorno di fiamma tra Emily e Daniel e Victoria non sembra affatto contenta e Daniel le ridà i proiettili. Nolan riceve la sgradevole notizia sulla morte di Padma. Durante il ballo, Charlotte dà uno schiaffo a Regina, un'antipatica ragazza che ha insultato Amanda dandole della sgualdrina. Il ballo si arresta drasticamente quando Victoria perde i sensi per aver intravisto quello che sarebbe suo figlio, in realtà uno assoldato da Emily. Aiden torna ad essere geloso per colpa di quell'articolo su Emily e Daniel, il quale sta scavando sempre più a fondo nel passato di Aiden e se arriverà a Falcon, arriverà anche al padre di Aiden. Jack, dopo aver parlato con Ashley, chiede il suo aiuto per rovinare i Grayson e lei accetta. Victoria incontra di nuovo suor Rebecca Gallagher che la aiutò a dare suo figlio ad una famiglia e fare in modo che lui non venisse mai a sapere delle sue origini. Victoria ha quindi mentito a Conrad riguardo l'aborto. Poco dopo che Victoria è andata via, Emily raggiunge la suora dicendole che aspetta un figlio e che non sa dove andare.
- Guest star: Burn Gorman (Trask), Dilshad Vadsaria (Padma Lahari), Myra Turley (Suor Rebecca Gallagher), Seychelle Gabriel (Regina), Grace Fulton (Giovane Victoria), Marcos De La Cruz (Detective Durand), Page Leong (Dottoressa).
- Ascolti USA: telespettatori 5.490.000 – share 3%[18]

## Identità
- Titolo originale: Identity
- Diretto da: Charlie Stratton
- Scritto da: Joe Fazzio e Ted Sullivan

### Trama
Emily e Daniel sono finalmente tornati insieme, ma Emily non pensa ad altro che a vendicarsi. Victoria, per dimostrare a Conrad che abortì, gli consegna la cartella clinica. Conrad vuole sfruttare la situazione passata di Victoria per mantenere la promessa fatta alla stampa sulla completa trasparenza ed Emily li sente parlare; Conrad vuole anche che Victoria rilasci un'intervista. Ashley dà a Jack l'agenda settimanale di Conrad così che possano incolpare l'uomo per l'omicidio di Amanda. Nolan viene rilasciato dalla polizia dopo essere stato interrogato su chi potrebbe aver ucciso Padma. Emily, allora, vuole aiutare Nolan a scoprire l'identità di Falcon perché infatti Emily pensa che per entrare nel sistema di un ospedale e modificare i dati della cartella clinica così da far credere che Victoria abbia abortito ci voglia qualcuno eccezionalmente abile col computer, qualcuno come, appunto, Falcon. Così, Nolan accetta di aiutare Emily, trovando il punto debole di Falcon, il suo ego. Subito dopo, Emily, Nolan ed Aiden trovano un piano per stanare Falcon: far credere a Victoria che qualcuno sappia che lei non ha abortito veramente, così lei chiamerà Falcon, lo accuserà di aver lavorato male e questo lo ferirà nell'orgoglio. Così accade. Quando Emily torna da Jack per sapere come stanno lui e Carl, trova Ashley con in braccio il bambino. All'Università, c'è una imprevista discussione tra Charlotte e Regina: la ragazza le chiede cosa voleva fare Charlotte l'anno precedente con le pillole, confidandole che anche suo fratello ha fatto la stessa cosa. Dopo che Falcon abbocca all'amo, Nolan gli dice dove possono incontrarsi. Takeda e Daniel si incontrano di nuovo, perché Daniel gli vuole dire che Aiden sta facendo delle transazioni non autorizzate e gli chiede la scheda personale di Aiden. Charlotte e Regina diventano quasi amiche, ma sembra che Regina la stia per condurre nella cattiva strada. Nolan incontra finalmente Falcon, che è in realtà...una ragazza, che sa qualsiasi cosa riguardi Nolan: il suo nome da hacker, il suo secondo nome, la relazione che aveva con David e quant'altro ancora. Dato che Falcon non è disposta ad aiutare Nolan, il ragazzo le propone di fare una piccola sfida, al termine della quale se vincerà lui Falcon dovrà aiutarlo. Jack segue Conrad, finché non lo vede salire sulla macchina di Allison Stoddard, la moglie del governatore, e invia le foto scattate ad Ashley. Nolan vince, come predetto e Edith Lee (il vero nome di Falcon) è ora costretta ad aiutarlo a cancellare tutto quello che contiene la sua chiavetta USB, mentre Emily scatta delle foto. Nel bar, quando Takeda ordina ad Aiden di tornare in Giappone, il ragazzo non vuole e dice che come lui, anche Emily, dopo aver completato la sua missione di vendetta, si renderà conto che tutto quello non sarà servito a niente. Ashley fa delle ricerche su Internet su Allison Stoddard; all'inizio la ragazza pensa che Conrad possa aver avuto un'altra delle sue plurime scappatelle con Allison, ma Jack non la pensa allo stesso modo. All'intervista, vengono intervistati sia Daniel che Emily, alla quale viene posta una domanda su un possibile matrimonio in futuro, e lei risponde che sarebbe onorata di entrare a far parte della famiglia Grayson, suscitando l'ira di Jack, appena arrivato. Poco dopo, Emily lo chiama al telefono per spiegargli tutto. Jack le risponde e le dice che lei non sarà più la madrina di Carl. Declan chiama Charlotte per chiederle perché non è venuta ad aiutarlo a scrivere il saggio per la Harvard, ma lei gli mente dicendo di essere chiusa in camera. Durante l'intervista, viene a galla il segreto della gravidanza interrotta di Victoria e la giornalista Juju le rinfaccia di aver abbandonato il bambino di 6 mesi di nome Patrick per andare a studiare all'Ecole des Beaux Arts di Parigi. Victoria afferma di avere davvero fatto questo e lascia l'intervista, tutto questo grazie a Nolan, che ha installato un programma ombra sulla flashdrive data a Edith/Falcon che gli ha dato l'accesso all'hard drive del computer di Falcon. Ormai, la foto di Edith viene pubblicata in tutti gli States e l'FBI viene subito ad arrestare Edith, sorvegliata da una telecamera di Nolan. Adesso, l'identità di Falcon è stata svelata e Nolan ha avuto la sua rivincita distruggendo uno dei più grandi hacker di sempre. Nolan viene anche a sapere che Edith Lee, ovvero Falcon, un tempo era un'impiegata della Grayson Global ed è per questo che è stata d'aiuto per incastrare David Clarke. Solo dopo Emily scopre che anche Edith, a quel tempo una bambina, era presente nella foto di David, quella con tutte le persone che hanno contribuito ad incastrarlo. Ora può mettere una croce anche su Edith Lee, ma manda la foto a Nolan così che possa mettere lui la croce su Edith, per Padma e David. Poco dopo, viene da Emily Daniel e le ridà l'anello. Se lei lo rimetterà, vorrà dire che potranno tornare insieme e rimanere insieme per sempre. Declan, navigando su Internet, trova un video dove ci sono Charlotte e Regina che si baciano, fotografate da un paparazzo. Ashley torna da Conrad, minacciandolo con la foto di lui ed Allison. Dopo questo, Conrad le dà il bentornato. Victoria fa visita a Nolan e gli dice che grazie a lei potrà tornare di nuovo unico proprietario della Nolcorp, a condizione che lui la aiuti a ritrovare suo figlio. Aiden dà il permesso ad Emily di sposare Daniel, per rovinare la famiglia Grayson una volta per tutte. Così loro due potranno tornare insieme, alla fine...
- Guest star: Cary-Hiroyuki Tagawa (Satoshi Takeda), Susan Park (Edith Lee/Falco), Jessica Tuck (Allison Stoddard), Ben Bodé (Professore), Juju Chang (Se Stessa), Seychelle Gabriel (Regina), Grace Fulton (Giovane Victoria).
- Ascolti USA: telespettatori 6.050.000 – share 4%[19]

## Fidanzamento
- Titolo originale: Engagement
- Diretto da: John Terlesky
- Scritto da: Elle Triedman e Salle Patrick

### Trama
Emily invita Daniel a cena e lì, gli dice che vuole volare con lui a Parigi, come avevano programmato l'anno scorso. I Grayson si sono finalmente liberati dell'Initiative e Conrad ha adesso intenzione di ridimensionare la Grayson Global. Daniel torna a casa e comunica ai genitori che lui ed Emily sono tornati insieme e che fra due settimane, andranno a vivere a Parigi. La stessa sera, è stavolta Daniel a dare una festa per comunicare a tutti il suo ritorno con la ragazza. Daniel è anche deciso a lasciare la Grayson Global e togliere i suoi capitali dalla fondazione Amanda Clarke, dato che il padre vuole sfruttare anche il fidanzamento di suo figlio con Emily. Poco dopo, lo chiama Grace, la segretaria, per informarlo che la scheda personale di Aiden Mathis è arrivata. Da questa scheda, Daniel scopre che il padre di Aiden è Trevor Mathis, l'addetto ai bagagli sospettato di aver piazzato la bomba sul volo 197 e convoca Aiden. Daniel lo licenzia. Aiden pensa che ci sia qualcuno che vuole metterli contro e Daniel gli dice che quel qualcuno è una persona di cui si fida ciecamente, forse Emily. Emily chiede a Charlotte di essere la sua damigella d'onore. Victoria riceve numerose lettere di ragazzi che aspirano a salire al trono dei Grayson, ma non si sa se tra questi vi sia il vero figlio. Jack, che aveva un appuntamento con Victoria, si presenta a casa sua mostrandole la foto di Conrad ed Allison. Victoria, in seguito, cerca di creare ulteriore zizzania tra Jack Porter ed Emily Thorne. Victoria va da Allison e quest'ultima le rivela che in realtà sta sabotando la campagna elettorale di suo marito mentre passa informazioni importanti, come strategie, spot elettorali non ancora andati in onda, a Conrad. Ma Allison ha fatto questo perché suo marito Mark ha una malattia cardiaca degenerativa e non potrà vivere a lungo per un altro mandato, egli morirà presto. Aiden chiede di nuovo aiuto a Nolan perché vuole fermare la missione di vendetta di Emily perché egli stesso ha capito che dopo aver vendicato finalmente la sorella e ucciso Trusk si è sentito vuoto e Nolan accetta. Aiden vuole innanzitutto prosciugare il conto dei Grayson, ma sarà arduo dato che Falcon ha protetto il conto. Nolan va da Edith/Falcon in prigione e le promette che se lei gli racconterà che fine ha fatto Patrick, ovvero il primogenito di Victoria, lui la scagionerà. Lei gli dice che quando la faccenda di David Clarke era in corso, il giovane Patrick Harper saltò su un autobus da Cleveland alla ricerca di sua madre e quando quest'ultima lo venne a sapere fece dare al ragazzo 5 000 000 $ per sparire definitivamente, poi assunse Edith per eliminare qualsiasi traccia digitale che riguardi Patrick e le sue origini. Dopo aver raccontato quello che è successo a Patrick, Nolan chiede ad Edith anche cosa se ne farà l'Initiative con CARRION e lei lo assicura che senza di lei, l'Initiative non potrà mai usufruire delle potenzialità del programma, il che significa che se non sarà Nolan a tirarla fuori dalla prigione, lo faranno loro. Infine, Edith gli dà un indizio misterioso sul codice del conto della fondazione "Amanda Clarke". Conrad chiede ad Ashley di sbarazzarsi di uno spot elettorale di Mark Stoddard datogli in anteprima da Allison. In questo spot, Mark dimostra al pubblico quanto a Conrad importino solo i suoi jet privati e i suoi soldi e parla anche dei suoi precedenti penali. Nella festa di Daniel, Victoria e Conrad danno il benvenuto ad Emily nella loro famiglia. Charlotte viene nuovamente trasportata da Regina in un locale, attorniata dai paparazzi, e Declan la raggiunge. Proprio in quel momento, Charlotte vomita a causa della sbornia ed interviene la polizia, che porta la ragazza in centrale. Daniel dice ad Emily quello che ha scoperto sul padre di Aiden. Emily e Takeda si incontrano di nuovo e vanno a parlare in un luogo dove nessuno potrà sentirli. Emily chiede a Takeda perché ha esposto Aiden. Takeda le dice che i Grayson vogliono agire di nuovo come fecero con David, e ora è Takeda quello che ha intenzione di fermarli, non facendosi aiutare né da Emily né da nessun altro. Daniel lascia la festa per andare a pagare la cauzione di Charlotte, senza che i genitori lo vengano a sapere, mentre Emily e Nolan parlano su quello che Edith ha detto in prigione. All'improvviso, Nolan capisce la risposta all'indovinello di Edith e se ne va via senza spiegare nulla. Il codice d'accesso al conto della fondazione è una sequenza numerica, cioè il record a Street Five di Edith, il suo gioco preferito e chiama Aiden per dirgli tutto. Quella sera, Aiden si trova in casa di Takeda e lo minaccia dicendogli che se non lascerà andare lui ed Emily, Aiden rivelerà ad Emily tutto quello che sa su Takeda. L'uomo, ferito nell'orgoglio, sfida a duello Aiden con le katane. Alla fine, vince Aiden e Takeda muore infilzato dalla sua stessa katana. Quando Charlotte viene rilasciata, lei e il fratello vanno a parlare un po' in un bar e lei gli rivela che aspetta un bambino! Sui telegiornali, si sente la registrazione della voce di Allison nella quale rivela a Victoria che suo marito non sopravviverà a lungo e soprattutto non potrà sopportare a un altro mandato. La registrazione è stata pubblicata da Conrad e registrata da Victoria. Victoria si presenta allo Stowaway, chiede un brandy, e dice a Jack che sa già che lui vuole distruggere la campagna elettorale di Conrad, e anche lei lo vuole, per la sua rovina, ma chiede a Jack perché lui voglia fare lo stesso a Conrad e Jack le rivela tutto. Quando Nolan ed Aiden stanno quasi per prosciugare l'intero conto dei Grayson, Emily sopraggiunge, ma troppo tardi, poiché Aiden preme invio sulla tastiera del computer e l'intero conto si riduce a zero. Intanto, la vittoria di Conrad e la sua ascesa al potere sono assicurati. Conrad e i suoi aiutanti brindano al successo imminente, Declan e Regina sono in banca, Charlotte e Daniel parlano nel bar, Edith riposa nel suo letto, Victoria beve il suo brandy allo Stowaway e tutto d'improvviso l'intera New York si spegne. Questo prova che CARRION è stato attivato.
- Guest star: Cary-Hiroyuki Tagawa (Satoshi Takeda), Susan Park (Edith Lee/Falco), Jessica Tuck (Alison Stoddard), Seychelle Gabriel (Regina).
- Ascolti USA: telespettatori 6.280.000 – share 5%[20]

## L'oscurità
- Titolo originale: Truth, Part 1
- Diretto da: Randy Zisk
- Scritto da: Michael Foley e Nikki Toscano

### Trama
L'oscurità si è presa possesso della città. Tutta la città è nel buio. Il buio ha portato la città nel caos più totale. Cosa avrà in mente l'Initiative? Il problema è che anche le reti Internet, le reti telefoniche, ecc...non funzionano più. Intanto, nel buio Stowaway si forma una nuova alleanza tra Jack e Victoria; lui le dice che nella cassaforte di Conrad ci sono delle prove incriminanti contro di lui e Victoria si occuperà di aprirla. Nolan ed Emily capiscono che non è stata Edith ad attivare CARRION, ma lo ha fatto indirettamente. Quando Nolan ed Aiden hanno voluto prosciugare il conto della fondazione, Aiden ha dovuto immettere il suo nome e il suo codice utente, ma Falcon aveva già installato un virus nel sito che ha attivato CARRION e quando la polizia indagherà sul fatto, risaliranno subito ad Aiden. Emily, allora, ordina ad Aiden di sparire perché non vuole che l'Initiative trasformi Aiden nel prossimo David Clarke. Victoria apre la cassaforte di Conrad e dentro Jack vi trova alcuni dossier su Amanda Clarke, commissionati da Victoria stessa, e c'è anche un dossier su Jack, che la donna però nasconde. Con quelle prove, Jack è ora deciso a mostrare tutto alla stampa. Nolan cerca in tutti i modi di salvare Aiden, ma al ragazzo resta poco tempo prima di venire scovato dai federali. Così, Emily vuole cercare Takeda. Declan scopre che a Regina piace davvero Charlotte, e non accetta il fatto che lui e Charlotte stiano insieme. La luce ritorna pochi secondi dopo. Victoria tradisce Jack rivelando a Conrad tutte le sue intenzioni e anche dell'alleanza tra lui ed Ashley. Emily e Nolan trovano il corpo senza vita di Takeda per terra, in casa sua. Emily è affranta per la morte del suo mentore. Emily trova vicino al corpo di Takeda una sua scatola dell'infinito, con tante foto di una donna a loro sconosciuta. Anche Takeda voleva vendicarsi di qualcuno. Victoria getta il dossier su Jack e in mezzo alla spazzatura trova il test della gravidanza di Charlotte. Declan va da Charlotte per chiederle come sta, ma Regina ha mentito a Charlotte dicendole che Declan l'ha picchiata per aver ritenuto che lui non era all'altezza di Charlotte. Le prova anche che le rubò i soldi (ovviamente glieli aveva messi lei nella giacca prima di lasciare la banca). Daniel cerca di incastrare, d'altro canto, Aiden e Victoria va da lui per dirgli che ha scoperto che Emily è incinta, pensando che il test di gravidanza nel pattume l'abbia gettato Emily. Ma solo dopo le dirà che il test è di Charlotte. Conrad tende una trappola ad Ashley chiedendole di negare a Jack l'accesso ai suoi uffici e Ashley lo dice di fretta a Jack, come voluto. Jack trova un foglio dove c'è scritto che Amanda si trovava in Giappone. Emily va da Aiden per riabbracciarlo prima della partenza e per mostrargli la foto di un uomo, trovata nella scatola dell'infinito di Takeda, forse la prossima vittima della sua vendetta. Emily pensa che quell'uomo sia l'assassino di Takeda, ma Aiden, per coprirsi, le propone di lasciarsi tutto alle spalle e partire assieme, scomparendo per sempre. Sul braccio di Aiden, Emily trova dei lividi e delle ferite e capisce che è in realtà lui l'assassino di Takeda. Prima di lasciarlo, Aiden le spiega i motivi del suo omicidio e le rivela che la fidanzata di Takeda era sul volo 197 e morì anch'ella. Takeda, quindi, aveva addestrato Emily non per la sua vendetta, ma per la propria. Nonostante tutto, Emily lo lascia e gli chiede di scappare, prima che sia troppo tardi. Solo quando il tecnico di Daniel avrà terminato il suo lavoro, Daniel potrà consegnare Aiden alle autorità. Il tecnico comunica a Daniel che è impossibilitato a far ripartire il sistema, così i suoi piani vanno in fumo, per ora, perché chiede al tecnico di cambiare i fusi. Solo dopo, Emily si renderà conto che il tecnico è proprio l'uomo nella foto di Takeda. Dopo che Declan si presenta agli uffici di Conrad per parlare con Charlotte, Victoria gli dice che la ragazza aspetta un bambino e lo accusa di esserne il padre e gli chiede di allontanarsi una volta per tutte da sua figlia e dai Grayson. Conrad manda un messaggio a Jack dal telefono di Ashley dove gli dice di incontrarsi nell'ultimo piano della Grayson Global. Aiden va da Nolan, dicendogli di essere lui l'assassino di Takeda e consegnandogli una busta da dare ad Emily. Aiden scopre anche il debole che ha Emily per Jack e infine saluta Nolan e se ne va. Charlotte inizia ad avere dei dubbi sulla veridicità della lite tra Declan e Regina; avrà conferma della bugia dopo che Declan la chiama, dicendole che Regina l'ha incolpato perché è pazzamente innamorata di lei e le dice che nel telefono ha ancora il video di lei e Regina che si baciano. Poi le dice che sa della gravidanza e anche Victoria lo sa. Quando Regina si rifiuta di dare il telefono a Charlotte, lei se ne va dicendole addio. Nolan dà la busta di Aiden ad Emily. Nella busta si trova tutto quello che Emily deve sapere su Mai Aioki, la fidanzata di Takeda, e si convince che Aiden diceva il vero. Nolan riesce ad identificare l'uomo nella foto di Takeda travestito da tecnico. Egli si chiama Gregor Hoffman, ex militare delle forze speciali tedesche e sospettato di aver ucciso un diplomatico di un'ambasciata in Nord Africa. Dopo aver scoperto questo, Emily e Nolan corrono subito da Jack per salvarlo dalla presunta minaccia di Gregor. Nel mentre, la conferenza stampa delle elezioni è cominciata e poco dopo, tutto il pubblico, compresi Victoria, Daniel ed Emily riceve un messaggio: "Lunga vita a David Clarke". Pochi attimi dopo, una bomba esplode nell'edificio accanto, la Grayson Global, e Jack è lì perché è tutto un piano di Conrad e Gregor. Infatti Gregor finse di essere il tecnico solo per piazzare la bomba. Jack è morto...
- Guest star: Cary-Hiroyuki Tagawa (Satoshi Takeda), Falk Hentschel (Gregor Hoffman), Seychelle Gabriel (Regina).
- Ascolti USA: telespettatori 6.120.000 – share 5%[21]

## La verità
- Titolo originale: Truth, Part 2
- Diretto da: J. Miller Tobin
- Scritto da: Mike Kelley e Mark B. Perry

### Trama
Con l'esplosione alla Grayson Global Declan rimane gravemente ferito; intanto Conrad spiega a Victoria che l'Initiative in realtà non esiste e che c'è lui dietro a tutto. Aiden decide di dire addio a Emily perché è stato scelto come il capro espiatorio esattamente come era accaduto a David Clark vent'anni prima. Emily aiuta Jack a vedere Declan distraendo Victoria e Charlotte e per questo Jack la perdona. Declan nel letto dell'ospedale in cui è ricoverato dice a Charlotte che è tutto a posto anche se poi racconta a Nolan che deve essere operato urgentemente al cuore. Jack va all'ospedale e trova un Nolan distrutto che gli fa vedere un video in cui Declan dice che vuole bene a Jack; Declan è morto poco prima. Allora un Jack furioso va da Victoria con una pistola ma non la uccide dicendole che si merita una vita lunga e dolorosa priva dei figli che l'hanno abbandonata. Emily, che ha appena saputo da Nolan della morte di Declan, pensa che Jack voglia uccidere Conrad e va al party per festeggiare l'elezione a governatore. Intanto, a casa di Emily, Daniel trova Aiden, che la polizia ha rilasciato; fra i due scoppia una lotta per Emily e Aiden butta a terra Daniel che però trova la pistola di Emily caduta nella colluttazione vicino a lui. Victoria non riesce a dire a Charlotte che Declan è morto, poi va ad aprire la porta e trova Patrick, il figlio che aveva abbandonato da adolescente. Emily cerca di contattare Nolan perché avevano deciso di vedersi al party ma Nolan, che si trova nell'ufficio della Nolcorp, viene arrestato dalla polizia e accusato di essere lui il capo dell'Initiative anche attraverso un video di Padma, la sua ragazza uccisa. Emily, durante il discorso di Conrad, cerca disperatamente Jack trovandolo proprio mentre sta per sparare al neogovernatore dello stato di New York (Conrad); per fermarlo gli rivela la verità. Lei è Amanda Clark.
- Guest star: Louis Herthum (Agente Gentry), Larry Sullivan (Dr. Norton), Dilshad Vadsaria (Padma Lahari).
- Ascolti USA: telespettatori 6.120.000 – share 5%[21]